# Іоніна Марина Антонівна
Марина Антонівна Іоніна (нар. 1916, місто Твер, тепер Тверської області, Російська Федерація — ?) — українська радянська діячка, інженер Ново-Єнакіївського коксохімічного заводу Сталінської області. Депутат Верховної Ради УРСР 3-го скликання.

## Біографія
Народилася у родині службовця. У 1940 році закінчила Куйбишевський індустріальний інститут.
У 1940—1941 роках — інженер технічного відділу Ново-Єнакіївського коксохімічного заводу Сталінської області.
Під час німецько-радянської війни перебувала у евакуації в східних районах РРФСР, працювала лаборантом спеціальної станції Магнітогорського металургійного комбінату імені Сталіна Челябінської області.
З 1945 року — інженер-дослідник лабораторії Ново-Єнакіївського коксохімічного заводу Сталінської області. Під її керівництвом на заводі проводилися дослідницькі роботи із застосування до шихти довгополуменевого вугілля для коксування.